# 2016년 세계 여자 아이스하키 선수권 대회
2016년 세계 여자 아이스하키 선수권 대회는 국제 아이스 하키 연맹 (IIHF)에서 주관하는 제17회 세계 선수권 대회이다. 각국의 여자 아이스하키 대표팀들이 각 등급에 따라 경기를 치렀다.

## 챔피언십
8개국 최상위권 국가들의 챔피언십 대회는 3월 28일 ~ 4월 4일 캐나다 캠루프스에서 열렸다.
- 1위  미국
- 2위  스웨덴
- 3위 틀:나라자료 캐내다 틀:나라자료 캐내다
- 4위  체코
- 5위  스위스
- 6위  핀란드
- 7위  일본―′′2017년 디비전 1로 강등′′
- 8위  러시아―′′2017년 디비전 1로 강등′′

## 디비전 1
디비전 1에 속하는 12개 국가들은 2개 그룹으로 나누어 별도로 경기를 치렀다. 상위권의 A그룹 국가들은 덴마크 올보에서 3월 25일 ~ 3월 31일, 하위권의 B그룹 국가들은 이탈리아 아시아고에서 3월 4일 ~ 3월 10일 경기를 치렀다.

## 디비전 2
디비전 2에 속한 12개 국가들은 2개 그룹으로 나누어 별도로 경기를 치렀다, 상위권의 A그룹 국가들은 슬로베니아 [[블레드[[에서 3월 2일 ~ 3월 8일, 하위권의 B그룹 국가들은 스페인 하카에서 2월 29일 ~ 3월 6일 경기를 치렀다.

## 디비전 3
디비전 3에 속하는 4개 국가들은 불가리아 소피아에서 2015년 12월 7일 ~ 12월 10일 경기를 치렀다.
- 1위  루마니아―′′2017년 디비전 2 B그룹으로 승격′′
- 2위  홍콩
- 3위  남아프리카 공화국
- 4위  불가리아